# 朱亞虎
朱亞虎（1949年10月2日—），中華民國國軍退役將領、臺灣政治人物，陸軍官校正42期畢業，中國國民黨籍，於2006年至2014年間擔任台北市郝龍斌市府兵役處長、兵役局長，並於2016年、2019年先後同時擔任威京集團子公司中工保全、中工管理顧問、鼎越開發公司董事長，皆於2023年4月底因個人因素辭職。

## 司法案件

### 京華城案
2024年8月31日，台北地檢署指控朱亞虎於京華城案中行賄公務員而將其拘提約談。9月28日，因坦承檢方指控犯行（《貪汙治罪條例》的違背職務行賄罪），遭台北地方法院裁定羈押禁見，送往法務部矯正署臺北看守所。11月22日，以200萬元交保。2025年2月，因認罪獲得緩起訴處分。

### 鼎越購地案
中國石油化學工業開發旗下的鼎越開發2019年在購買京華城土地的過程中，涉嫌違反《證券交易法》。時任董事長朱亞虎因而在2025年5月被搜索，並以100萬元交保，限制出境。

## 軍旅生涯
從軍長達34年，官拜少將，其中守了9年金門、4年馬祖，曾任陸軍第319師（俗稱金東師）少將副師長、國防大學戰略主任教官。
退伍後活躍於相關體系及組織，擔任社團法人中華民國退伍軍人協會監事召集人，並曾任世界退伍軍人聯合會亞洲太平洋地區常務理事會總顧問。

## 外部連結
- 2012台北年鑑 （页面存档备份，存于）